# Trichodectes mustelae
Trichodectes mustelae är en insektsart som först beskrevs av Franz Paula von Schrank 1803.  Trichodectes mustelae ingår i släktet Trichodectes och familjen pälslöss. Inga underarter finns listade i Catalogue of Life.